# Mayen-Koblenz (district)
Districtul Mayen-Koblenz  este un Kreis în landul Renania-Palatinat, Germania.
1. ↑  , Mayen-Koblenz http://www.infothek.statistik.rlp.de/MeineHeimat/content.aspx?id=101&g=07137&l=1&tp=32767 Lipsește sau este vid: |title= (ajutor)
2. 1 2  GeoNames